# Hofjagdhütte
Die Hofjagdhütte ist eine denkmalgeschützte Jagdhütte in der Gemarkung Forst Sankt Bartholomä in der Gemeinde Schönau am Königssee. Sie wurde 1848 unter König Maximilian II. von Bayern für die königlichen Hofjagden errichtet.

## Baubeschreibung
Die Jagdhütte ist ein erdgeschossiger Blockbau, der nach der Mitte des 19. Jahrhunderts ausgebaut und durch einen Querbau mit Laube erweitert wurde. Die Klaubsteinmauern dienten auch als Koppeln für die Regenalm. Das Gebäude sowie zwei zugehörige Klaubsteinmauern stehen unter Denkmalschutz.

## Lage
Die Hofjagdhütte befindet sich auf der Regenalm oberhalb des Obersees zwischen Gotzenberg und Kleinem Regenbergl auf einer Höhe von 1540 m ü. NHN.